# Batalla de Antietam
La batalla de Antietam (también conocida en la historiografía sudista como batalla de Sharpsburg) fue el primer gran enfrentamiento armado de la guerra civil estadounidense que se produjo en territorio norteño. La batalla tuvo lugar el 17 de septiembre de 1862, cerca de Sharpsburg, en el condado de Washington, Maryland, Estados Unidos, y en los alrededores del riachuelo Antietam. La batalla formó parte de la Campaña de Maryland y se trata de la más sangrienta de la historia de los Estados Unidos que se haya librado en un solo día, con casi 23 000 bajas.
Tras perseguir al general confederado Robert E. Lee en el territorio de Maryland, el mayor general del Ejército de la Unión George B. McClellan atacó al ejército de Lee que había establecido posiciones defensivas tras el riachuelo Antietam. Al amanecer del 17 de septiembre, el Cuerpo de Ejército del mayor general Joseph Hooker realizó un poderoso ataque sobre el flanco izquierdo del ejército sudista. Los ataques y contraataques se extendieron a lo largo del maizal de Miller y alrededor de la iglesia de los Dunker (Dunker Church en inglés). La Unión logró finalmente penetrar por el centro del Ejército confederado atacando en la zona del Camino Hundido (Sunken Road), pero la ventaja de los federales no se consolidó. Por la tarde, el Cuerpo de Ejército del mayor general Ambrose Burnside entró en acción tomando un puente de piedra sobre el Antietam Creek y avanzando contra el flanco derecho del Ejército confederado. En un momento crucial, la división del mayor general A. P. Hill llegó procedente de Harpers Ferry. Pese a contar con una desventaja numérica de dos contra uno, Lee envió todas sus tropas, mientras que McClellan envió al combate menos de tres cuartas partes de las suyas, posibilitando a Lee plantar cara a los federales. Durante la noche ambos ejércitos consolidaron sus líneas. A pesar de las severas bajas, Lee continuó realizando escaramuzas contra McClellan el 18 de septiembre, mientras retiraba su maltrecho ejército al sur del río Potomac.
A pesar de la superioridad numérica de la Unión, los ataques de McClellan fracasaron en el objetivo de concentrar las tropas, permitiendo a Lee turnar sus tropas en el interior de sus filas para hacer frente a cada embestida. No obstante las abundantes fuerzas en reserva con las que contaba McClellan y que podrían haber sido desplegadas para lograr éxitos localizados, McClellan fracasó en el intento de destruir el ejército de Lee. Sin embargo, la invasión de Maryland por Lee quedó detenida, aunque este pudo retirarse a Virginia sin oposición por parte del cauteloso McClellan. Si bien la batalla no arrojó un resultado concluyente en términos tácticos, tuvo una importancia única, ya que la retirada de Lee fue suficiente para dar al presidente Abraham Lincoln la seguridad para anunciar su Proclama de Emancipación.

## Contexto histórico y la Campaña de Maryland

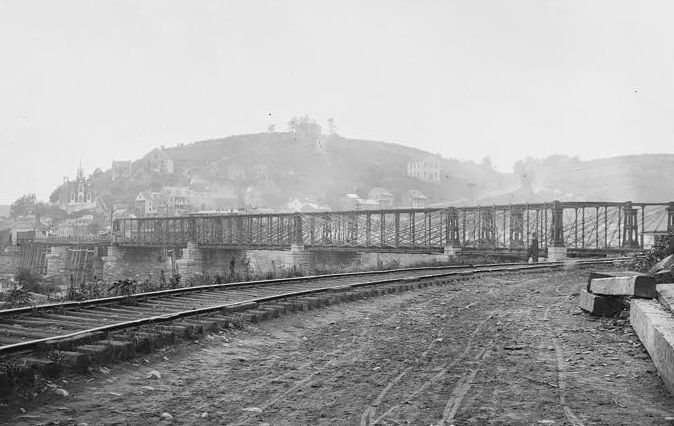
Puente en Harpers Ferry, Virginia Occidental.

El Ejército de Virginia del Norte de Robert E. Lee —45 000 hombres— penetró en el estado de Maryland el 3 de septiembre de 1862, tras su victoria en la segunda batalla de Bull Run el 29 de agosto. La estrategia de Lee era hacer acopio de provisiones y reclutar más soldados en el estado fronterizo de Maryland, en el que había un número considerable de simpatizantes de los confederados, y lograr un impacto en la opinión pública previo a las cercanas elecciones a celebrar en el Norte. El impacto social fue diverso; no se lograron tantas adhesiones en Maryland para su causa mediante el sonido del Maryland, My Maryland proveniente del Ejército de Virginia del Norte como Lee había esperado, y la débil ventaja estratégica obtenida por el Ejército unionista del Potomac en Antietam anuló cualquier éxito que Lee hubiera tenido en atraer a los habitantes de Maryland para su causa. Algunos políticos confederados, incluyendo al presidente Jefferson Davis, creyeron en un posible aumento del reconocimiento extranjero si lograban una victoria militar en suelo del Norte; pensando que una victoria les hubiera dado reconocimiento y apoyo económico por parte del Reino Unido y Francia. Sin embargo, no hay pruebas de que Lee pensara que el Sur debía basar sus planes militares en esta posibilidad.
Mientras que los 90 000 hombres del Ejército del Potomac de McClellan se desplazaban para interceptar a Lee, dos soldados de la Unión (el cabo Barton W. Mitchell y el sargento primero John M. Bloss del 27.º Regimiento de Infantería de Voluntarios de Indiana) descubrieron una copia extraviada de los mapas detallados de la batalla del propio Lee —Orden Especial 191— que envolvía tres cigarros. La orden indicaba que Lee había dividido su ejército y dispersado geográficamente partes del mismo (a Harpers Ferry, en Virginia Occidental, y Hagerstown, en Maryland), de manera que cada grupo podía ser aislado y vencido si McClellan se movía con la suficiente rapidez. Sin embargo, McClellan esperó unas 18 horas antes de decidir sacar ventaja de esta información y reorganizar sus tropas, por lo que desperdició la oportunidad de infligir a Lee una derrota decisiva.
En la Campaña de Maryland hubo dos enfrentamientos de importancia previos a la batalla de Antietam: el Mayor General Thomas J. Stonewall Jackson (Muro de piedra Jackson) capturó Harpers Ferry y McClellan logró pasar a través de las montañas Blue Ridge gracias a su victoria en la batalla de South Mountain. El primero de ellos tuvo importancia debido a que una gran parte del ejército de Lee estuvo ausente del campo de batalla al principio de la batalla de Antietam, esperando la rendición de la guarnición de la Unión; el segundo debido a que las fuertes defensas confederadas en dos pasos de las montañas retrasaron el avance de McClellan lo suficiente para permitir a Lee concentrar el resto de sus tropas en Sharpsburg.

## Orden de batalla
Las fuerzas confederadas que conformaban el Ejército de Virginia del Norte (Army of Northern Virginia) iniciaron la campaña de Maryland con alrededor de 50 000 hombres en armas. Sin embargo, para la batalla de Antietam las bajas en combate, enfermedades y deserciones habían reducido este número a aproximadamente 35 000. El general Lee contaba con 246 cañones, 92 de ellos de ánima estriada ("rifled"). Las fuerzas de la Unión (el Ejército del Potomac, reforzado con elementos del disuelto Ejército de Virginia de John Pope) disponía de unos 90 000 hombres y 300 cañones, el sesenta por ciento de ellos de ánima estriada.

### Tropas de los Estados Confederados de América
El Ejército de Virginia del Norte, al mando del general Robert E. Lee, estaba organizado en dos grandes Cuerpos de infantería.
El Primer Cuerpo, bajo el mando del Mayor General James Longstreet, estaba constituido por:
- La división del mayor general Lafayette McLaws (brigadas de los brigadieres generales Joseph B. Kershaw, Howell Cobb, Paul J. Semmes y William Barksdale, y artillería del mayor Samuel P. Hamilton);
- La división del mayor general Richard H. Anderson (brigadas de los brigadieres generales Cadmus M. Wilcox, Winfield F. Featherston, Lewis A. Armistead, Roger A. Prior y Ambrose R. Wright y del coronel William A. Parham; y artillería del mayor John S. Saunders);
- La división del brigadier general David R. Jones (brigadas de los brigadieres generales Robert A. Toombs, Thomas F. Drayton, Richard B. Garnett y James L. Kemper y los coroneles Joseph T. Walker y George T. Anderson, y una batería de artillería[10]);
- La división del mayor general John G. Walker (brigadas del brigadier general Robert Ransom, Jr. y del coronel Van H. Manning);
- La división del brigadier general John Bell Hood (brigadas de los coroneles William T. Wofford y Evander M. Law, y artillería del mayor Bushrod W. Frobel);
- La brigada independiente del brigadier general Nathan G. "Shanks" Evans;
- Artillería de reserva, bajo el mando de los coroneles James B. Walton y Stephen D. Lee.

El Segundo Cuerpo, bajo el mando del general de división Thomas J. "Stonewall" Jackson estaba constituido por:
- La división Ewell, al mando del brigadier general Alexander R. Lawton (brigadas de los brigadieres generales Jubal A. Early y Harry T. Hays y de los coroneles Marcellus Douglass y James A. Walker; y artillería del mayor Alfred R. Courtney);
- La división del mayor general Ambrose P. Hill (Conocida como Light Division o División ligera, brigadas de los brigadieres generales Lawrence O'Bryan Branch, Maxcy Gregg, James J. Archer y William Dorsey Pender y los coroneles John M. Brockenbrough y Edward L. Thomas; y artillería del teniente coronel R. Lindsay Wagner);
- La división Jackson, al mando del brigadier general John R. Jones (brigadas del brigadier general William E. Starke, de los coroneles Andrew J. Grigsby, E.T.H. Warren y del capitán J. E. Penn; y artillería del mayor Lindsay M. Shumaker);
- La división del mayor general Daniel Harvey Hill (brigadas de los brigadieres generales Roswell S. Ripley, Robert E. Rodes, Samuel Garland, Jr. y George B. Anderson y del coronel Alfred H. Colquitt, y artillería del mayor Scipio Pierson).

Las unidades restantes eran la División de Caballería, bajo el mando del mayor general J.E.B. Stuart, integrada por las brigadas de los brigadieres generales Wade Hampton y Fitzhugh Lee y del coronel Thomas T. Munford, con artillería montada bajo el mando del capitán John Pelham; y la artillería de reserva, mandada por el brigadier general William N. Pendleton. El Segundo Cuerpo estaba organizado con artillería adjunta a cada división, en contraste con el Primer Cuerpo, cuya artillería se reservó al nivel del cuerpo.

### Tropas de los Estados Unidos de América

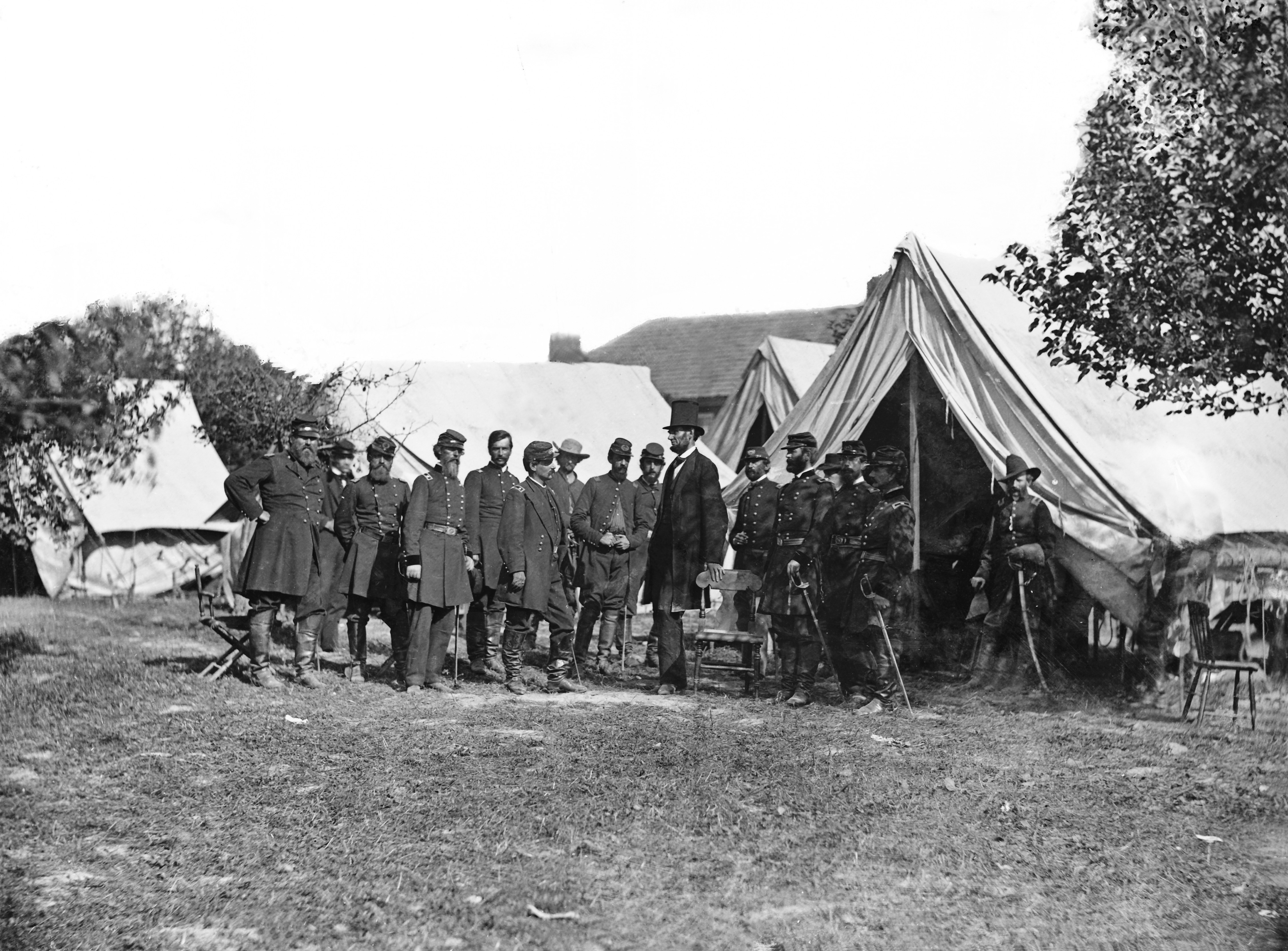
Lincoln con MacClellan y su Estado Mayor en la granja de Grove después de la batalla. Los personajes notables (por la izquierda) son: 5. Alexander S. Webb, jefe del Estado Mayor, 5.º Cuerpo; 6. McClellan; 8. Dr. Jonathan Letterman; 10. Lincoln; 11. Henry J. Hunt; 12. Fitz John Porter; 15. Andrew A. Humpheys; 16. Cap. George Armstrong Custer.

El Ejército del Potomac del mayor general George B. McClellan estuvo reforzado por unidades absorbidas del Ejército de Virginia de John Pope, incluyendo en total seis cuerpos de infantería.
El Primer Cuerpo (Cuerpo I), bajo el mando del mayor general Joseph Hooker, estaba constituido por:
- La Primera División del brigadier general Abner Doubleday (brigadas de los brigadieres generales Marsena R. Patrick y John Gibbon, del coronel Walter Phelps, y del teniente coronel J. William Hofmann; y artillería al mando del capitán J. Albert Monroe);
- La Segunda División del brigadier general James B. Ricketts (brigadas de los brigadieres generales Abram Duryée y George L. Hartsuff y el coronel William A. Christian, y dos baterías de artillería);
- La Tercera División del brigadier general George G. Meade (brigadas del general de brigada Truman Seymour y de los coroneles Albert L. Magilton y Thomas F. Gallagher; y tres baterías de artillería).

El Segundo Cuerpo (Cuerpo II), bajo el mando del mayor general Edwin V. Sumner, estaba constituido por: 
- La Primera División del mayor general Israel B. Richardson (brigadas de los brigadieres generales John C. Caldwell y Thomas F. Meagher y el coronel John R. Brooke, y dos baterías de artillería);
- La Segunda División del mayor general John Sedgwick (brigadas de los brigadieres generales Willis A. Gorman, Oliver O. Howard y Napoleon J.T. Dana, y dos baterías de artillería);
- La Tercera División del brigadier general William H. French (brigadas de los brigadieres generales Nathan Kimball y Max Weber y el coronel Dwight Morris, y tres baterías de artillería).

El Quinto Cuerpo (Cuerpo V), bajo el mando del mayor general Fitz John Porter, estaba constituido por:
- La Primera División del mayor general George W. Morell (brigadas del brigadier general Charles Griffin y de los coroneles James Barnes y T.B.W. Stockton, y tres baterías de artillería);
- La Segunda División del brigadier general George Sykes (brigadas del teniente coronel Robert C. Buchanan, el mayor Charles S. Lovell y el coronel Gouverneur K. Warren, y cuatro baterías de artillería);
- La Tercera División del brigadier general Andrew A. Humphreys (brigadas del brigadier general Erastus B. Tyler y del coronel Peter H. Allabach, y dos baterías de artillería);
- Una reserva de artillería de siete baterías, al mando del teniente coronel William Hays.

El Sexto Cuerpo (Cuerpo VI), bajo el mando del mayor general William B. Franklin, estaba constituido por:
- La Primera División del brigadier general Henry W. Slocum (brigadas de los coroneles Alfred T.A. Torbert y Joseph J. Bartlett y del brigadier general John Newton, y artillería al mando del capitán Emory Upton).
- La Segunda División del mayor general William F. "Baldy" Smith (brigadas de los brigadieres generales Winfield S. Hancock y William T.H. Brooks y del coronel William H. Irwin, y artillería al mando del capitán Romeyn B. Ayres).

El Noveno Cuerpo (Cuerpo IX), bajo el mando del mayor general Ambrose E. Burnside, estaba constituido por:
- La Primera División del brigadier general Orlando B. Willcox (brigadas de los coroneles Benjamin C. Christ y Thomas Welsh y dos baterías de artillería);
- La Segunda División del brigadier general Samuel D. Sturgis (brigadas de los brigadieres generakes James Nagel y Edward Ferrero y dos baterías de artillería);
- El brigadier general Isaac P. Rodman (brigadas de los coroneles Harrison S. Fairchild y Edward Harland y una batería de artillería).
- La División Kanawha, bajo el mando del brigadier general Jacob D. Cox (brigadas de los coroneles Eliakim P. Scammon y Augustus Moor);
- Unidades no encuadradas: ocho compañías del 6° Regimiento de caballería de Nueva York al mando del coronel Thomas C. Devin, una compañía de la caballería de Ohio y dos baterías de artillería.

El Duodécimo Cuerpo (Cuerpo XII), bajo el mando del mayor general Joseph K. Mansfield, estaba constituido por:
- La Primera División del brigadier general Alpheus S. Williams (brigadas de los brigadieres generales Samuel W. Crawford y George H. Gordon).
- La Segunda División del brigadier general George S. Greene (brigadas del teniente coronel Hector Tyndale y los coroneles Henry J. Stainrook y William B. Goodrich);
- Una brigada de artillería al mando del capitán Clermont L. Best.

McClellan disponía además de una división de caballería al mando del brigadier general Alfred Pleasonton (brigadas del mayor Charles J. Whiting y los coroneles John F. Farnsworth, Richard H. Rush, Andrew T. McReynolds y Benjamin F. Davis, artillería montada con seis baterías, y un destacamento del 16.º de Caballería de Pensilvania), y una brigada de ingenieros bajo el mando del brigadier general Daniel Phineas Woodbury.

## La batalla

Esquema de la batalla de Antietam.
Confederados
Unión

Lee tomó posiciones cerca de la población de Sharpsburg, desplegando sus fuerzas disponibles al otro lado del riachuelo de Antietam Creek el 15 de septiembre. Era una excelente posición defensiva, aunque no inexpugnable. El terreno proporcionaba una cobertura excelente a la infantería, con cercas y vallas de piedra, afloramientos de piedra caliza y pequeños hoyos y trincheras naturales al margen del arroyo. La playa del arroyo tenía una extensión de entre 18 y 30 metros de anchura que hacía de barrera natural. El riachuelo era vadeable en varios lugares y se podía cruzar mediante tres puentes de piedra distanciados unos de otros un kilómetro y medio aproximadamente. La posición de los confederados se hacía precaria debido a que su retaguardia estaba bloqueada por el río Potomac y en caso de que la retirada fuera necesaria solo había un punto de cruce disponible, el vado de Boteler (Boteler's Ford en inglés) en Shepherdstown. El vado situado en Williamsport estaba unos 15 kilómetros al noroeste de Sharpsburg y había sido utilizado por Jackson en su camino a Harpers Ferry. La disposición de las fuerzas de la Unión durante la batalla hacía imposible la retirada en esa dirección. El 15 de septiembre, las fuerzas bajo el mando directo de Lee sumaban no más de 18.000 hombres, tan solo un tercio de las disponibles por McClellan.
Las dos primeras divisiones de la Unión llegaron el 15 de septiembre y el grueso del ejército lo hizo aquella misma tarde. Pese a que un ataque inmediato del ejército federal efectuado la mañana del día 16 hubiera contado con una aplastante superioridad numérica frente a los confederados, la precaución característica de McClellan y su creencia de que Lee contaba con más de 100 000 hombres hizo que aplazara el ataque para el día siguiente. Este hecho proporcionó a los confederados más tiempo para preparar sus posiciones defensivas y permitió llegar desde Hagerstown al ejército de Longstreet y desde Harpers Ferry al de Jackson, exceptuando la división de A.P. Hill. Jackson defendió el flanco izquierdo —al norte— apoyado en el río Potomac, mientras que Longstreet defendió el derecho —al sur— sobre el Antietam, una línea de unos 6 kilómetros (4 millas) de longitud, aunque los límites se fueron desdibujando conforme la batalla fue transcurriendo y las unidades de Lee fueron cambiando de distribución.
La tarde del 16 de septiembre, McClellan ordenó al Cuerpo I de Hooker que cruzara el arroyo de Antietam Creek y sondeara las posiciones enemigas. La división a cargo de Meade atacó cautelosamente a los confederados mandados por Hood en la zona arbolada conocida como East Woods. Tras oscurecer, el fuego de artillería continuó mientras McClellan proseguía posicionando sus tropas. El plan de McClellan era aplastar el flanco izquierdo enemigo. McClellan tomó esta decisión debido a la distribución de los puentes sobre el Antietam. El puente inferior (que fue llamado Burnside Bridge tras la batalla) estaba dominado por los confederados. El puente intermedio, en el camino de Boonsboro, era blanco del fuego de artillería desde unas elevaciones cercanas a Sharpsburg. Sin embargo, el puente superior estaba a unos 3 kilómetros (2 millas) al este de los cañones confederados y podía ser cruzado de forma segura. McClellan planeó asignar más de la mitad de su ejército al asalto, empezando con dos cuerpos apoyados por un tercero y si fuese necesario por un cuarto. Tenía intención de lanzar un ataque simultáneo para dividir el flanco derecho confederado mediante el quinto cuerpo y había ideado atacar el centro si ninguno de estos ataques tenía éxito. La escaramuza en East Woods sirvió para que Lee se percatara de las intenciones de McClellan, quien se preparó en consecuencia. Transfirió hombres al flanco izquierdo y envió mensajes urgentes a sus dos comandantes que no habían llegado aún al campo de batalla, Lafayette McLaws con dos divisiones y A.P. Hill con una.
Los planes de McClellan estuvieron mal coordinados y fueron ejecutados de forma mediocre. McClellan dio órdenes a cada uno de sus subordinados por separado, sin proporcionar órdenes generales que describieran el plan de batalla. El terreno sobre el que se desarrolló la batalla dificultó a sus comandantes controlar y seguir los acontecimientos que se producían en otros sectores del campo de batalla, y el cuartel general de McClellan estaba a más de una milla de distancia en la retaguardia (en la casa de Philip Pry, al este del riachuelo de Antietam), dificultando el control de las distintas divisiones de su ejército. Así las cosas, la batalla se desarrolló al día siguiente en tres enfrentamientos separados y en su mayoría sin coordinación uno con otro: por la mañana en el extremo norte del campo de batalla, al mediodía en el centro y por la tarde en el sur. Esta falta de coordinación y la concentración de las fuerzas de McClellan anularon casi completamente la superioridad numérica, de casi dos a uno, de la que disponía la Unión y permitió a Lee turnar sus tropas para defenderse de cada ofensiva.

### La mañana

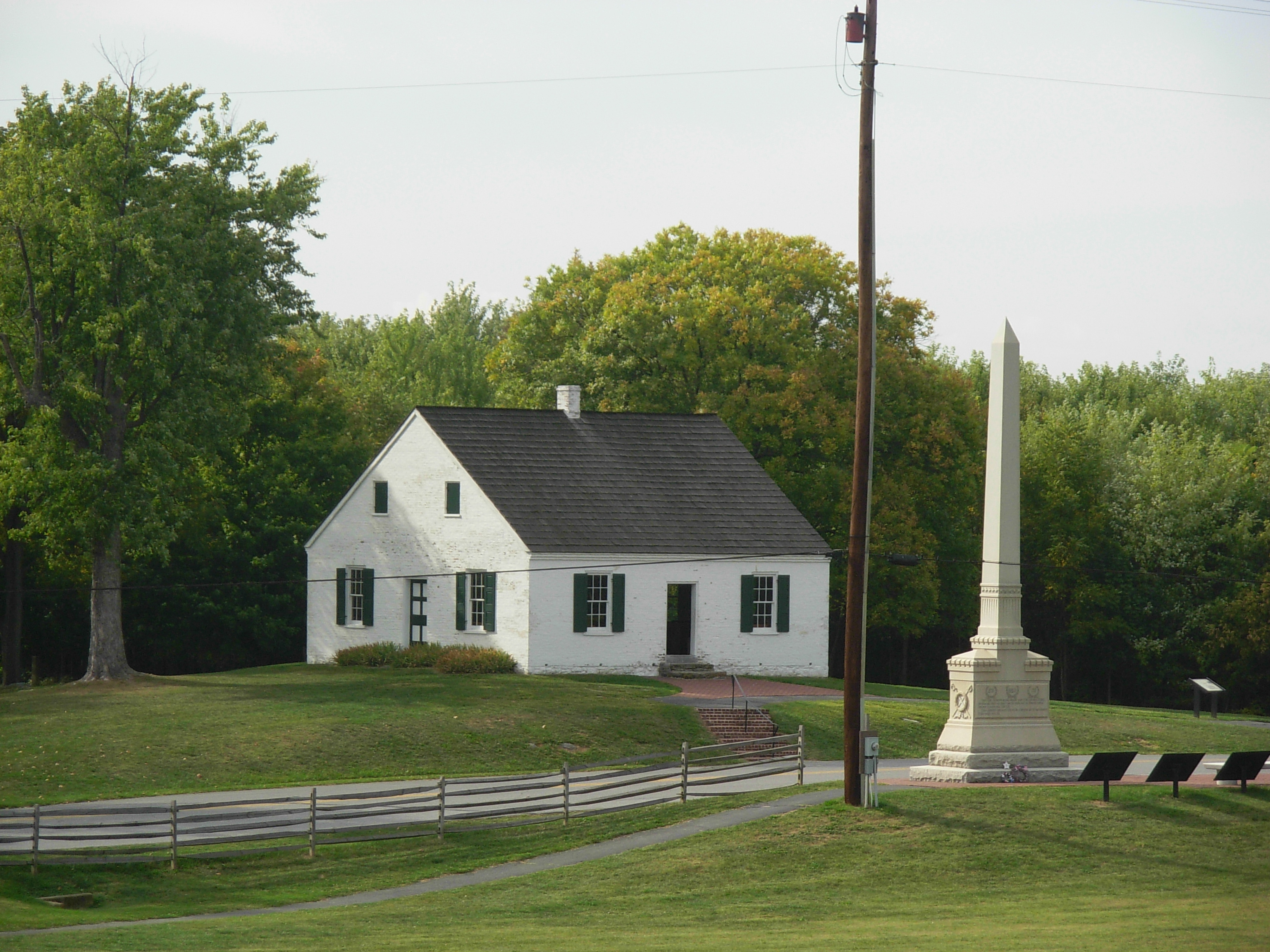
Vista de la Dunker Church en Antietam.

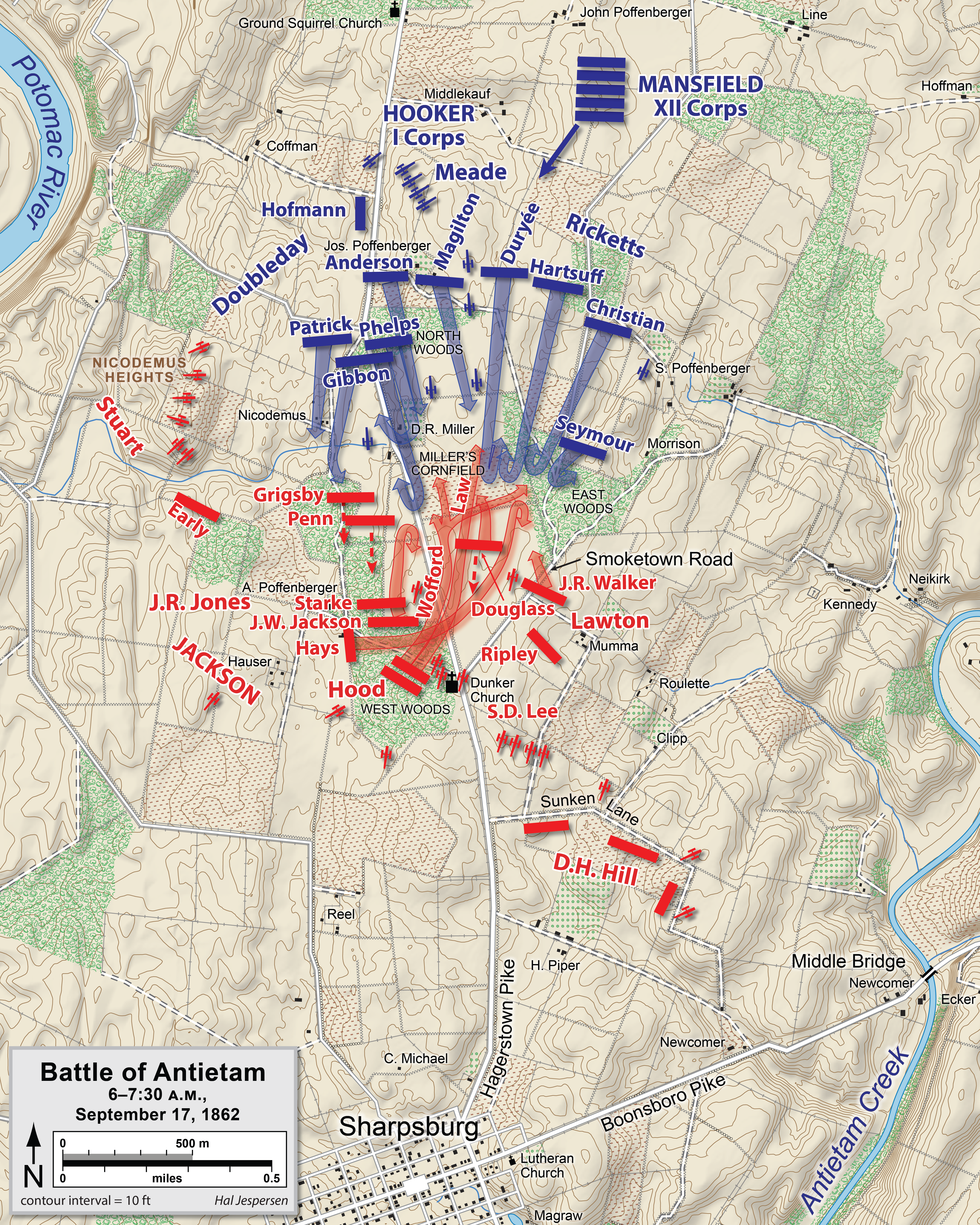
Movimientos entre las 5:30 y las 7:30 de la mañana.

La batalla dio comienzo al amanecer (sobre las 5:30 de la mañana) del 17 de septiembre con un ataque del Cuerpo I bajo el mando de Joseph Hooker, bajando por el camino de Hagerstown (Hagerstown Turnpike). El objetivo de Hooker era alcanzar la meseta sobre la que se asentaba la iglesia de los New Dunkers (Dunker Church), una modesta construcción encalada que pertenecía a una secta local de bautistas alemanes. Hooker disponía de aproximadamente 8600 hombres, algunos más que los 7700 defensores bajo las órdenes de Stonewall Jackson, pero esta ligera diferencia era menos decisiva gracias a las posiciones defensivas de los confederados. La División de Abner Doubleday se desplazó a la derecha de Hooker, mientras que la de James Ricketts se dirigió a la izquierda, a East Woods, y la División de los reservistas de Pensilvania de George Meade se desplegó en el centro y ligeramente hacia la parte trasera. Jackson contaba para la defensa con las divisiones bajo el mando de Alexander Lawton y John R. Jones en línea de batalla desde el grupo de árboles de West Woods y cruzando el camino de Hagerstown, hasta el extremo sur del maizal de Miller (Miller Cornfield). En el interior de West Woods se quedaron cuatro brigadas como reserva.
Nada más las tropas de la Unión abandonaron sus posiciones en la arboleda conocida como North Woods y entraron en el maizal comenzó el fuego de artillería. Los confederados abrieron fuego desde el oeste con las baterías de artillería de Jeb Stuart y cuatro baterías bajo el mando del coronel Stephen D. Lee, que estaban emplazadas sobre una elevación que cruzaba un camino al sur de Dunker Church. La Unión devolvió el fuego mediante 9 baterías situadas en una cresta tras North Woods y cuatro cañones Parrot de 20 libras situados a unos 3 kilómetros (2 millas) al este de Antietam Creek. La lucha causó importantes bajas en ambos bandos y fue descrita por el coronel Lee como "un infierno de artillería" (artillery Hell en inglés).
Al ver el brillo de las bayonetas confederadas ocultas en el maizal, Hooker ordenó detenerse a su infantería y montó cuatro baterías de artillería que dispararon sobre el campo obuses y metralla por encima de los soldados federales. El fuego de artillería y de los rifles de ambos bandos actuó como una guadaña, cortando los cuerpos de los soldados como si fueran plantas.

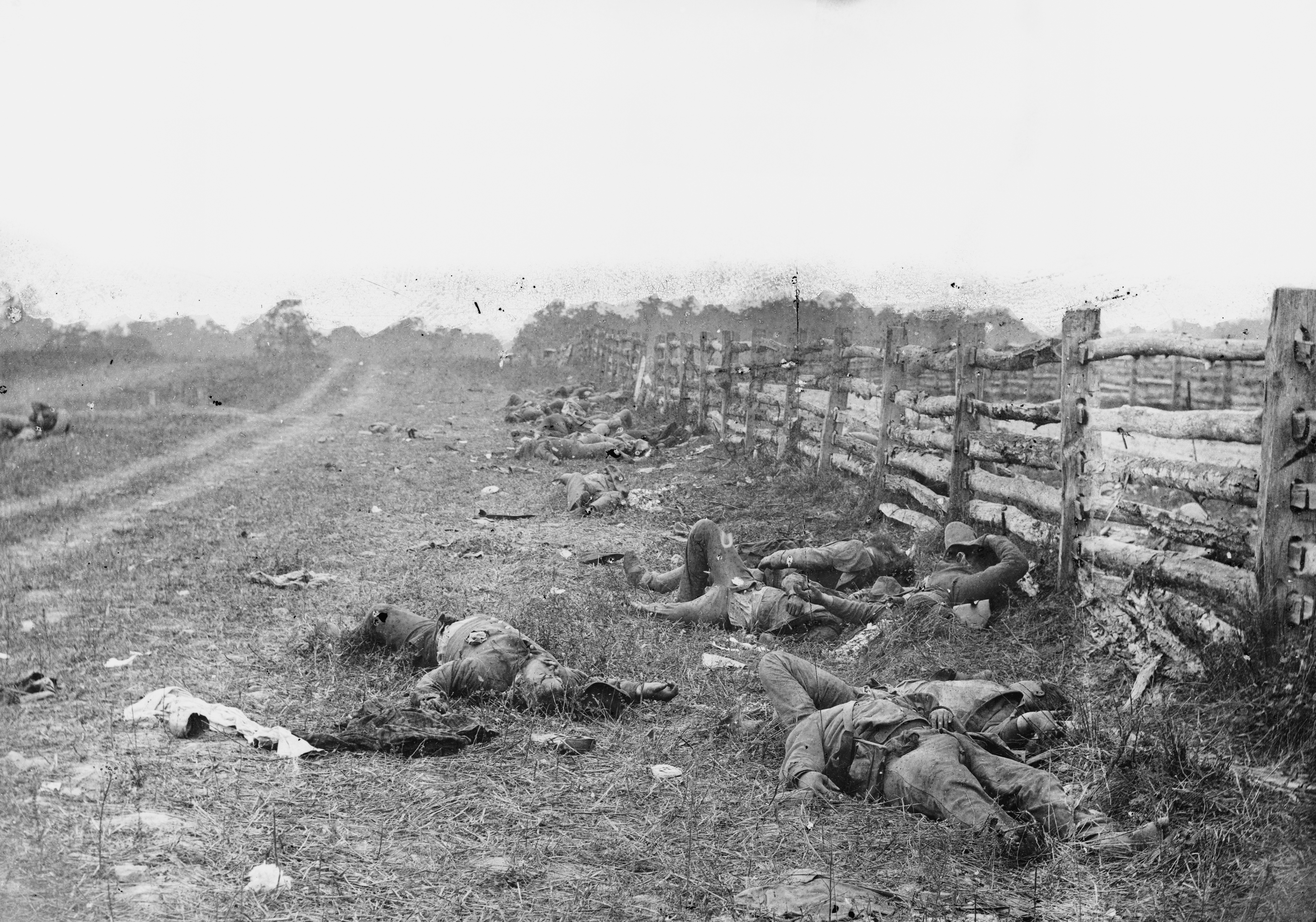
Cuerpos de soldados confederados caídos en combate pertenecientes a la Brigada de Luisiana, a las órdenes de Starke, en el camino de Hagerstown, al norte de Dunker Church.

La 1.ª Brigada de Pensilvania de Meade, bajo el mando del brigadier general Truman Seymour, inició el avance a través de East Woods intercambiando fuego con las Brigadas de Alabama, Georgia y Carolina del Norte del coronel James Walter. Como los hombres de Walter forzaron la retirada de los de Seymour apoyados por el fuego de artillería de Lee, la división de Rickett penetró en el maizal, siendo también atacada por la artillería. La brigada del brigadier general Abram Duryée cargó directamente contra la brigada de Georgia del coronel Marcellus Douglas. Tras un persistente y fuerte fuego enemigo desde una distancia de unos 230 metros y tras no haber logrado ninguna ventaja debido a la falta de refuerzos, Duryée ordenó la retirada.
Los refuerzos que Duryée había esperado, las brigadas del brigadier general George L. Hartsuff y del coronel William A. Christian, tuvieron dificultades para llegar al lugar. Hartsuff fue herido por un obús y Christian fue derribado del caballo y huyó aterrorizado a la retaguardia. Cuando los hombres fueron reunidos y avanzaron por el maizal, encontraron el mismo fuego de artillería e infantería que sus predecesores. Como la superioridad numérica de la Unión empezaba a tener efecto, la brigada "Tigre" de Luisiana (Louisiana "Tiger" Brigade) bajo el mando de Hatty Hays entró en combate y obligó a los soldados de la Unión a retirarse a East Woods. Las bajas sufridas por el 12.º Regimiento de Infantería de Massachusetts, el 67 % de sus efectivos, fueron las más altas que sufrió una unidad en aquel día. La brigada "Tigre" fue finalmente rechazada cuando los federales montaron una batería de rifles de artillería de 3 pulgadas y las usaron directamente contra el maizal, disparando a bocajarro y ocasionando una matanza entre la brigada "Tigre", que perdió 323 de sus 500 hombres.
Mientras el maizal continuaba en un punto muerto con numerosas bajas, el avance de los federales unos cuantos metros más al oeste fue más fructuoso. La 4.ª Brigada de la división de Doubleday, mandada por el brigadier general John Gibbon (llamada la "Brigada de hierro" o Iron Brigade en inglés) avanzó por el camino desplazando a los hombres de Jackson. Fueron detenidos por una carga de 1150 hombres de la Brigada de Starke, siendo atacados desde una distancia de unos 27 metros. La Brigada confederada se retiró tras estar expuesta al duro fuego devuelto por la Iron Brigade y Starke fue herido de muerte. La Unión reanudó su avance hacia Dunker Church y abrió una enorme brecha en la línea defensiva de Jackson, que se encontraba cerca de quebrarse. A pesar del elevado coste, las tropas de Hooker lograban progresar.
Los refuerzos confederados llegaron justo pasadas las siete de la mañana. Las divisiones bajo el mando de McLaws y Richard H. Anderson llegaron tras una marcha nocturna desde Harpers Ferry. A las 7:15 aproximadamente, el general Lee envió a la Brigada de Georgia de George T. Anderson desde el flanco derecho del ejército para ayudar a Jackson.
A las 7:00 de la mañana, los 2300 hombres de la División bajo las órdenes de Hood avanzaron a través de West Woods y empujaron a las tropas de la Unión a retirarse de nuevo del maizal. Los tejanos atacaron con una ferocidad mayor debido a que fueron llamados desde su posición en la reserva y fueron obligados a interrumpir la primera comida caliente que habían tenido en varios días. Fueron apoyados por tres brigadas de la División de D.H. Hill llegados de la granja de Mumma, al sureste del maizal, y por la brigada de Jubal Early, venidos a través de West Woods desde la granja de Nicodemus, donde habían estado apoyando a la artillería montada de Jeb Stuart. Los hombres de Hood llegaron en el momento más duro del combate, perdiendo un 60 % de sus hombres, pero fueron capaces de evitar la ruptura de la línea defensiva confederada y detener el avance del Cuerpo I de la Unión. Cuando un oficial compañero suyo preguntó a Hood sobre dónde había estado su División, este le replicó que "Muriendo en el campo" ("Dead on the field" en inglés).
Los hombres de Hooke también sufrieron numerosas bajas y además no lograron sus objetivos. Tras dos horas y 2500 bajas, estaban donde habían empezado. El maizal, un área de unos 225 metros de largo y unos 360 de ancho, fue la escena de una indescriptible destrucción. Se estimó que el maizal cambió de manos no menos de 15 veces en el transcurso de la mañana. Hooker pidió la ayuda de los 7200 hombres del Cuerpo XII bajo el mando de Mansfield.
La mitad de los hombres de Mansfield eran reclutas sin experiencia, como el propio Mansfield, que había recibido el mando tan solo dos días antes. Pese a ser un veterano con 40 años de servicio, nunca había liderado una gran cantidad de hombres en combate. Preocupado por sus hombres, mandó que estos avanzaran en una formación conocida como "columna de compañías, juntas en masa", una formación en la que un regimiento formaba en diez filas en lugar de las dos habituales. Cuando sus hombres entraron en East Woods, ofrecieron un excelente blanco para la artillería, "un blanco casi tan bueno como un granero". El propio Mansfield fue derribado por el disparo de un francotirador y falleció al día siguiente. Alpheus Williams asumió temporalmente el mando del Cuerpo XII.

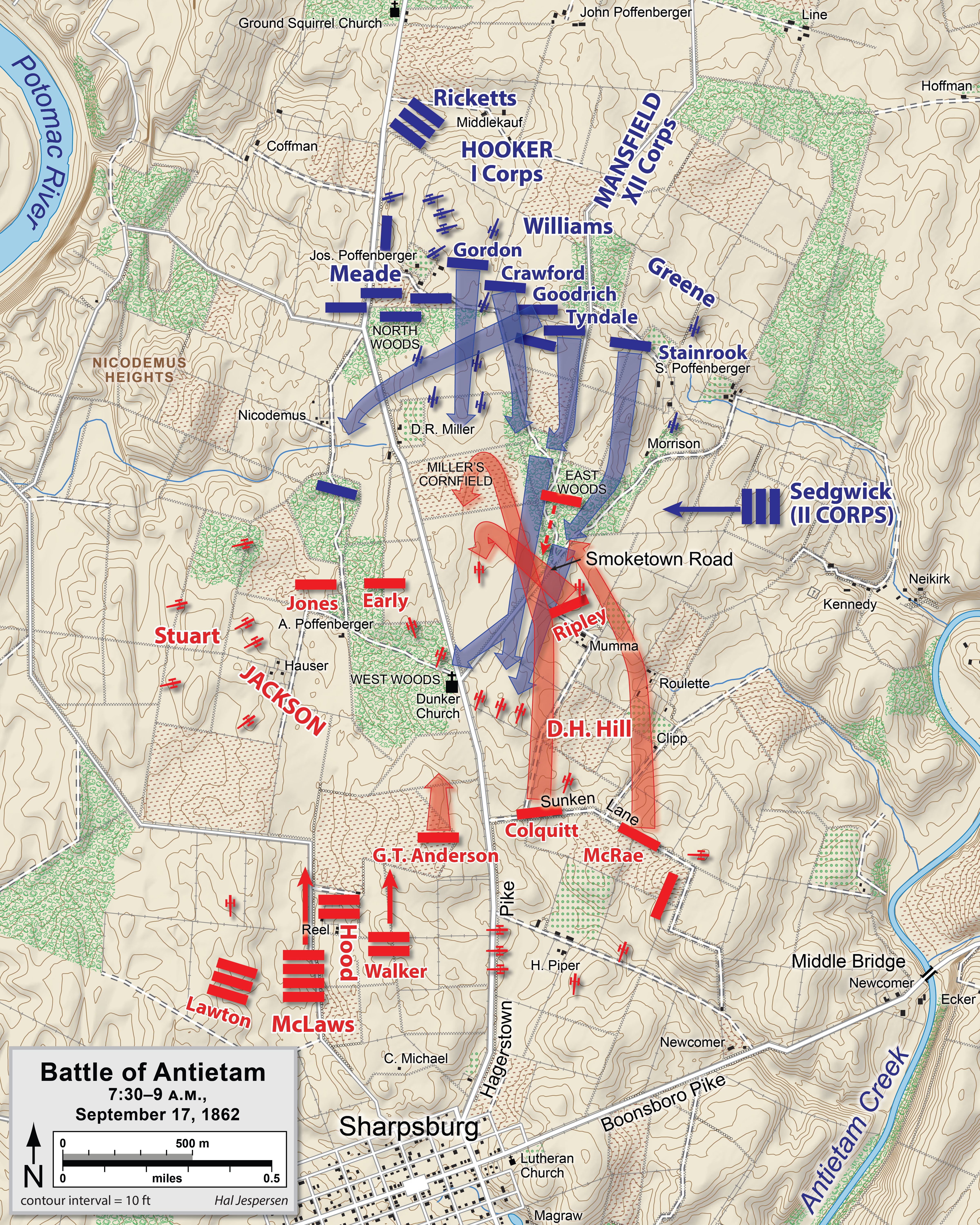
Asalto efectuado por el Cuerpo XII entre las 7:30 y las 9:00 de la mañana.

Los nuevos reclutas de la primera división de Mansfield no avanzaron de nuevo contra la línea de Hood, que había sido reforzada con la división de D.H. Hill bajo el mando de Colquitt y McRae. Sin embargo, la segunda división del Cuerpo XII, bajo el mando de George Sears Greene, logró pasar a través de los hombres de McRae, que se desorganizaron creyendo erróneamente que estaban siendo atrapados por un ataque envolvente. Esta grieta en su línea defensiva forzó a Hood y sus hombres, superados en número, a reagruparse en West Woods, donde habían empezado el día. Green fue capaz de alcanzar Dunker Church, el objetivo inicial de Hooker, y provocó la retirada de las baterías de Lee. Las fuerzas federales ocuparon la mayoría del terreno al este del camino de Hagerstown.
Hooker intentó reagrupar los restos dispersos del Cuerpo I para continuar el asalto, pero un soldado confederado disparó al caballo de Hooker, que ofrecía un blanco perfecto, traspasando el pie de Hooker con la bala. El mando del Cuerpo I recayó sobre el general Meade debido a que el subordinado de más alto rango de Hooker, James B. Ricketts, también había sido herido. Sin embargo, sin Hooker en el campo de batalla, no había ningún general con la suficiente autoridad para liderar a los Cuerpos I y XII. Los hombres de Greene fueron tiroteados duramente desde West Woods y se retiraron de Dunker Church.
En un esfuerzo para derrotar el flanco izquierdo confederado y aliviar la presión sobre los hombres de Mansfield, a las 7:20 de la mañana, el Cuerpo II de Sumner recibió la orden de enviar dos divisiones a la batalla. Los 5400 hombres de la División de Sedwick fueron los primeros en vadear el Antietam y llegaron a East Woods con la intención de rodear a los confederados por la izquierda y hacerles retroceder hacia el sur, donde atacaba el Cuerpo IX de Ambrose Burnside. Pero el plan se torció. Se separaron de la División de William H. French y a las 9 de la mañana, Sumner, que acompañaba a la División, lanzó un ataque con una inusual formación de combate —las tres brigadas en tres largas filas— situando a sus hombres codo con codo, con tan solo entre 45 y 63 metros de separación entre las distintas líneas. Fueron atacados primero por la artillería confederada y posteriormente desde tres lados por las recién llegadas divisiones de Walter y McLaws. En menos de hora y media, los hombres de Sedgwick fueron forzados a retirarse en gran desorden hacia sus posiciones iniciales, habiendo sufrido más de 2200 bajas.
Sumner ha sido condenado por la mayoría de los historiadores por su ataque temerario, por su falta de coordinación con los comandantes de los Cuerpos I y XII, por haber perdido el control de la División de French cuando este acompañaba a Sedgwick, por no haber llevado a cabo un adecuado reconocimiento antes de lanzar su ataque y por haber elegido una inusual formación de combate que fue rodeada de forma efectiva por el contraataque confederado. Sin embargo, un estudio del historiador M. V. Arsmtrong ha determinado que Sumner sí que efectuó un reconocimiento de forma apropiada y que su decisión de atacar donde lo hizo estaba justificada por la información de la que disponía.
Las últimas acciones en la fase matutina de la batalla se efectuaron sobre las 10 de la mañana, cuando las divisiones de John G. Walker, recién llegadas del flanco derecho confederado, hicieron frente al avance de dos regimientos del Cuerpo XII. Combatieron en el área comprendida entre el maizal y West Woods, pero rápidamente las dos brigadas de la División de Green forzaron la retirada de los hombres de Walter. Las tropas federales pudieron tomar una zona de West Woods.
La fase matutina terminó con 13 000 bajas por ambos lados, incluyendo dos jefes de la Unión.

### El mediodía

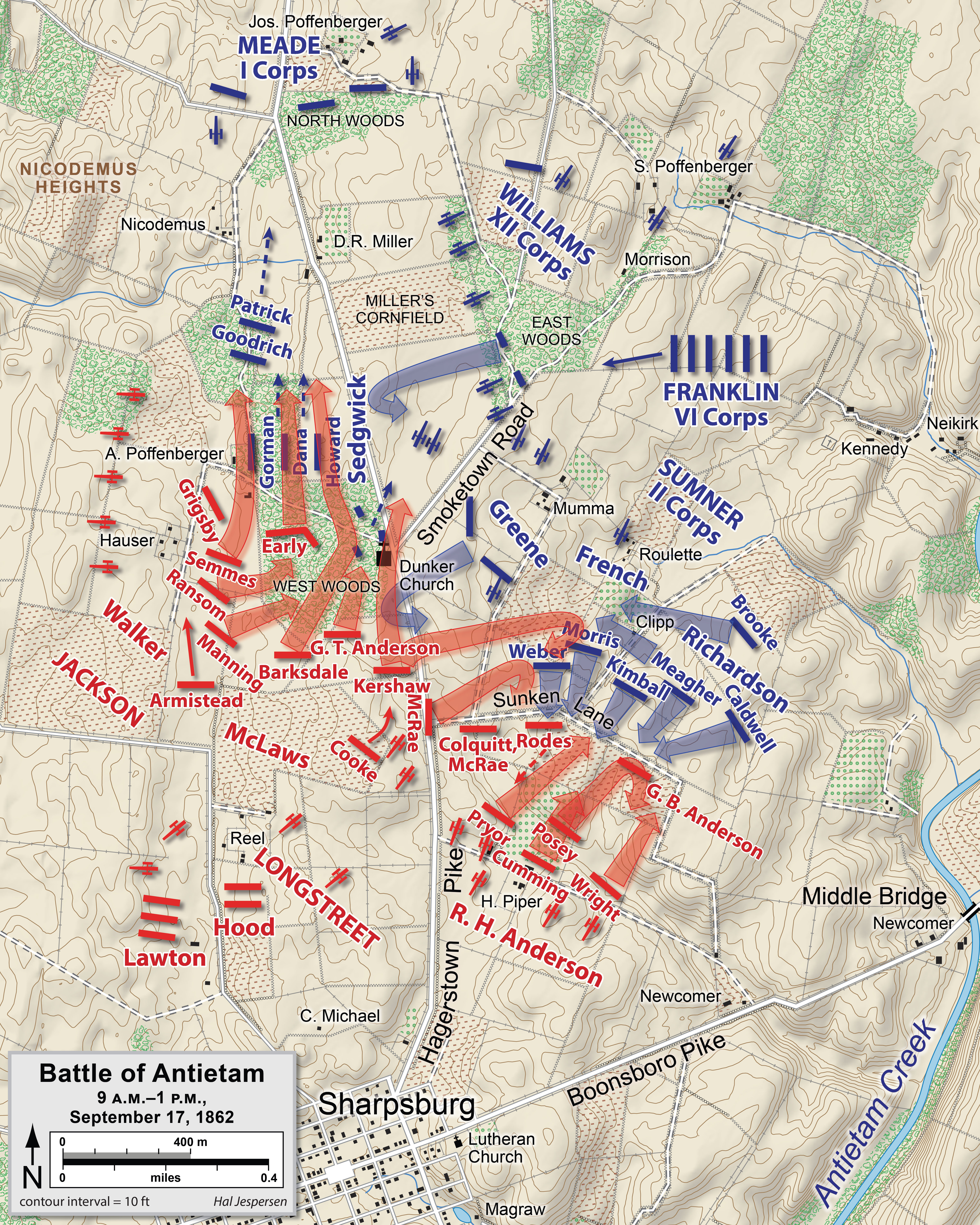
Esquema de los asaltos llevados a cabo por los Cuerpos II y XII entre las nueve de la mañana y la una de la tarde.

Al mediodía, la acción se desplazó hacia el centro de la línea defensiva confederada. Sumner había acompañado el ataque de la división de Sedgwick por la mañana, sin embargo, otras de sus divisiones bajo el mando de French, que había perdido contacto con Sedgwick, se dirigieron inexplicablemente al sur. Buscando una oportunidad de entrar en combate, French se encontró con algunas escaramuzas en su camino y ordenó avanzar a sus hombres. El ayudante e hijo de Sumner localizó a French, quien describió el terrible combate que se estaba llevando a cabo en West Woods y le envió una orden para que atrajera la atención de los confederados atacando en el centro.
Las tropas de Fench entraron en combate con la división mandada por D.H. Hill. Hill contaba con unos 2500 hombres, menos de la mitad que los que contaba French, y cinco de las tres brigadas habían combatido durante la mañana. En teoría ese sector de la línea defensiva de Longstreet era el más débil. Sin embargo, los hombres de Hill contaban con una buena posición defensiva en lo alto de un caballón, en un camino hundido formado por el paso continuado de vagones durante años que habían formado una trinchera natural, conocido como Sunken Road.
French lanzó a sus brigadas en una serie de ataques contra las improvisadas posiciones defensivas de Hill alrededor de las 9:30 de la mañana. La primera brigada que entró en combate fue la más inexperta, mandada por el brigadier general Max Weber, que fue rápidamente abatida por un intenso fuego de rifles; ningún bando había enviado artillería a este punto. El segundo ataque, efectuado por los reclutas también sin experiencia del coronel Dwight Morris, fue objeto de un intenso fuego, pero logró rechazar un contraataque llevado a cabo por la Brigada de Alabama de Robert Rodes. El tercer ataque, a las órdenes del brigadier general Nathan Kimball, incluyó a tres regimientos de veteranos, sin embargo, también cayeron bajo el fuego enemigo disparado desde la trinchera. La división de French sufrió 1750 bajas (contaba con 5700 hombres) en menos de una hora.
Ambos bandos enviaron refuerzos. Robert E. Lee envió sus últimas divisiones en reserva —unos 3400 hombres bajo el mando del general de división Richard H. Anderson— a reforzar la línea defensiva de Hill y extenderla hacia la derecha, preparando un ataque que envolvería el flanco derecho de French. Al mismo tiempo, los 4000 hombres de la división del mayor general Israel B. Richardson llegaron a la izquierda de French. Esta era la última de las tres divisiones de Sumner que McClellan había dejado en la retaguardia cuando organizó sus fuerzas de reserva. Las primeras tropas en atacar fueron las de Richardson que no estaban cansadas.
La Brigada Irlandesa del brigadier general Thomas F. Meagher, formada principalmente por emigrantes irlandeses, llevó a cabo el cuarto ataque del día sobre el camino hundido. Mientras la brigada avanzaba ondeando al viento banderas verde esmeralda, el capellán del regimiento, el padre William Corby, se paseaba por todo el frente dando la absolución para todos los que iban a morir por la Iglesia católica. La brigada perdió 540 hombres antes de que se les ordenara la retirada.
Sobre el mediodía, la brigada del brigadier general John C. Cadwell fue enviada personalmente a la batalla por el general Richardson tras enterarse de que Cadwell se encontraba en la retaguardia. La división confederada de Richard H. Anderson sirvió de poca ayuda a los defensores después de que el general Anderson fuera herido al principio del combate. También causaron baja otros líderes, incluyendo a George B. Anderson, cuyo sucesor, el coronel Charles C. Tew del 2.º Regimiento de Carolina del Norte, fue muerto minutos después de asumir el mando, y el coronel John B. Gordon del 6.º Regimiento de Alabama, quien recibió seis heridas serias en el combate. Gordon cayó inconsciente boca abajo con la cara tapada por su propio sombrero, más tarde sus compañeros dijeron que habría muerto ahogado en su propia sangre si no hubiera sido por el disparo de un soldado de la Unión que agujereó su sombrero y permitió que la sangre se drenara. Rodes fue herido en el muslo pero continuó en el campo de batalla. Estas bajas contribuyeron directamente a la confusión que siguió a estos hechos.
Durante el avance de la Brigada de Caldwell alrededor del flanco derecho confederado, el coronel Francis C. Barlow y 350 hombres de los 61.º y 64.º Regimiento de Nueva York vieron un punto débil en la línea defensiva confederada y ganaron un montículo que dominaba el Sunken Road. Este hecho les permitió apuntar directamente a la línea defensiva confederada, convirtiendo la trinchera en una trampa mortal. En el intento de plantar cara a esta amenaza, una orden de Rodes fue malinterpretada por el teniente coronel James N. Lightfoot, que había sucedido al inconsciente John Gordon. Lightfood ordenó a sus hombres dar media vuelta y retroceder, una orden que los cinco regimientos pensaron que estaba dirigida también a ellos. Las tropas confederadas se retiraron hacia Sharpsburg perdiendo su línea defensiva.
Los hombres de Richardson se encontraban persiguiendo a los confederados que huían cuando la artillería que había montado apresuradamente el general Longstreet les hizo retroceder. D.H. Hill contraatacó con 200 hombres envolviendo el flanco derecho de los federales cerca del camino hundido, aunque fueron rechazados por una carga feroz del 5.º Regimiento de Nuevo Hampshire, hecho que evitó la caída del centro. Richardson ordenó a regañadientes que su división retrocediera al norte del caballón del Sunken Road. Su división había perdido unos 1000 hombres. El coronel Barlow fue gravemente herido, y el propio Richardson fue herido mortalmente. El mando de la división fue asumido por Winfield S. Hancock. Aunque Hancock se ganó una reputación como un líder, el cambio inesperado de comandancia hizo disminuir la velocidad de avance de los federales.

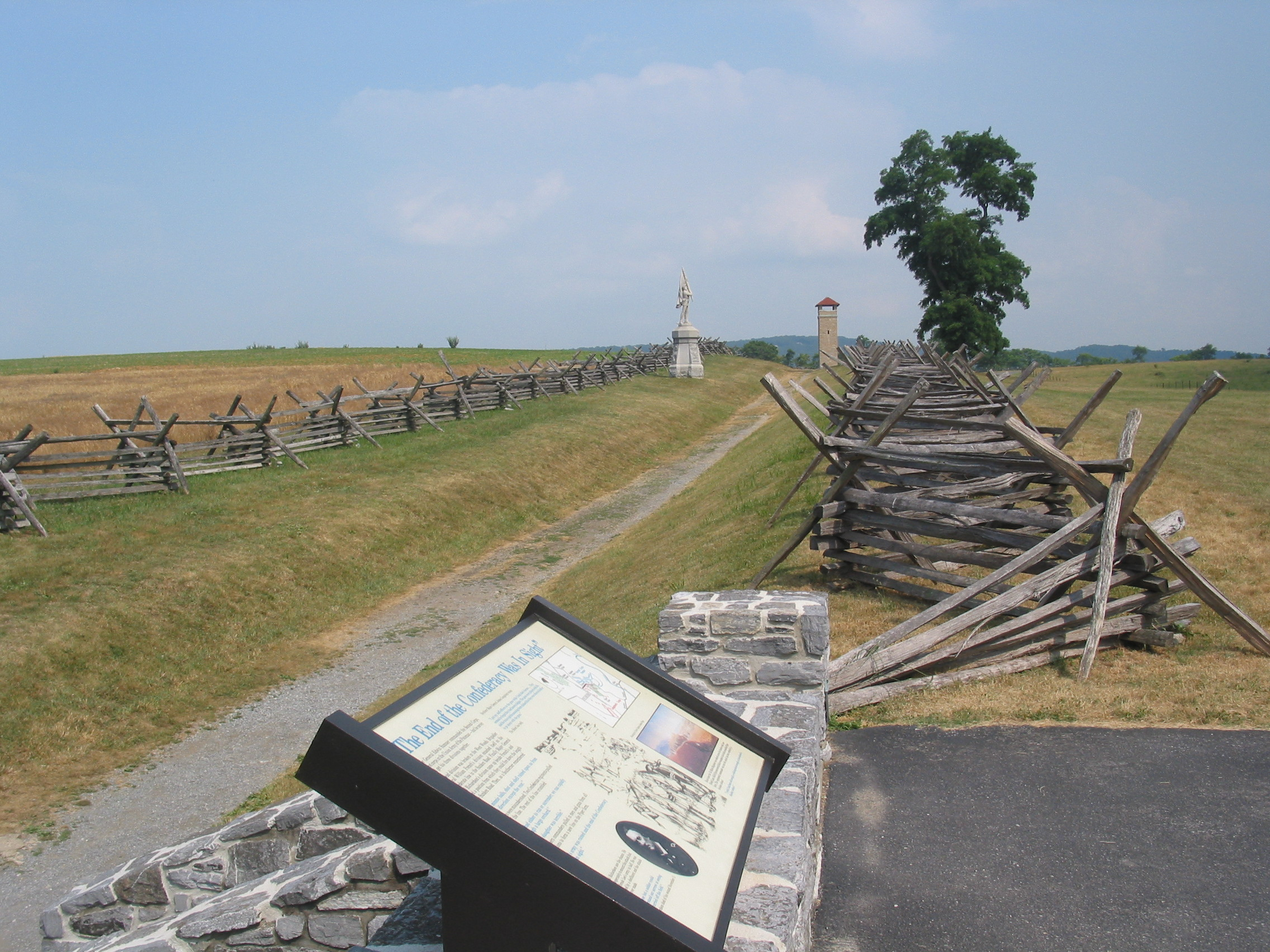
El camino conocido como Bloody Lane en 2005.

La matanza que se produjo en el Sunken Road entre las 9:30 y las 10:00 de la mañana hizo que esa parte del camino fuera conocida como Bloody Lane (que significa literalmente sendero sangriento). Se produjeron unas 5600 bajas (3000 de la Unión, y 2600 de la Confederación) a lo largo de los aproximadamente 750 metros de camino. Estos hechos proporcionaron una gran oportunidad para la Unión, ya que si este sector quebrado de la línea defensiva confederada hubiera sido explotado, el ejército de Lee hubiera sido dividido en dos y probablemente derrotado. La Unión disponía de numerosas fuerzas para poder hacerlo. Se disponía de una caballería de reserva de 3500 hombres, y de 10 300 hombres de infantería del Cuerpo V del general Porter esperando cerca del puente intermedio, a un kilómetro y medio de distancia. El Cuerpo VI acababa de llegar con 12 000 hombres. El brigadier general del Cuerpo VI, William B. Franklin, estaba preparado para aprovecharse de la situación, pero Sumner, el comandante de más alto rango del cuerpo, le ordenó que no avanzara. Franklin apeló a McClellan, quien abandonó su cuartel de guerra en la retaguardia para escuchar los argumentos de ambos, pero dio respaldo a la decisión de Sumner, ordenando a Franklin y Hancock mantener sus posiciones.
Más tarde, el comandante de la otra unidad de reserva cercana al centro, el Cuerpo V, el mayor general Fitz John Porter, escuchó las recomendaciones del mayor general George Sykes, que mandaba su segunda división, en las que sugería que debía lanzarse otro ataque en el centro, una idea que contempló McClellan. Sin embargo, Porter dijo a McClellan, "Recuerde general, yo mando la última reserva de tropas del último ejército de la República." McClellan asintió y otra oportunidad fue perdida para la Unión.

### La tarde

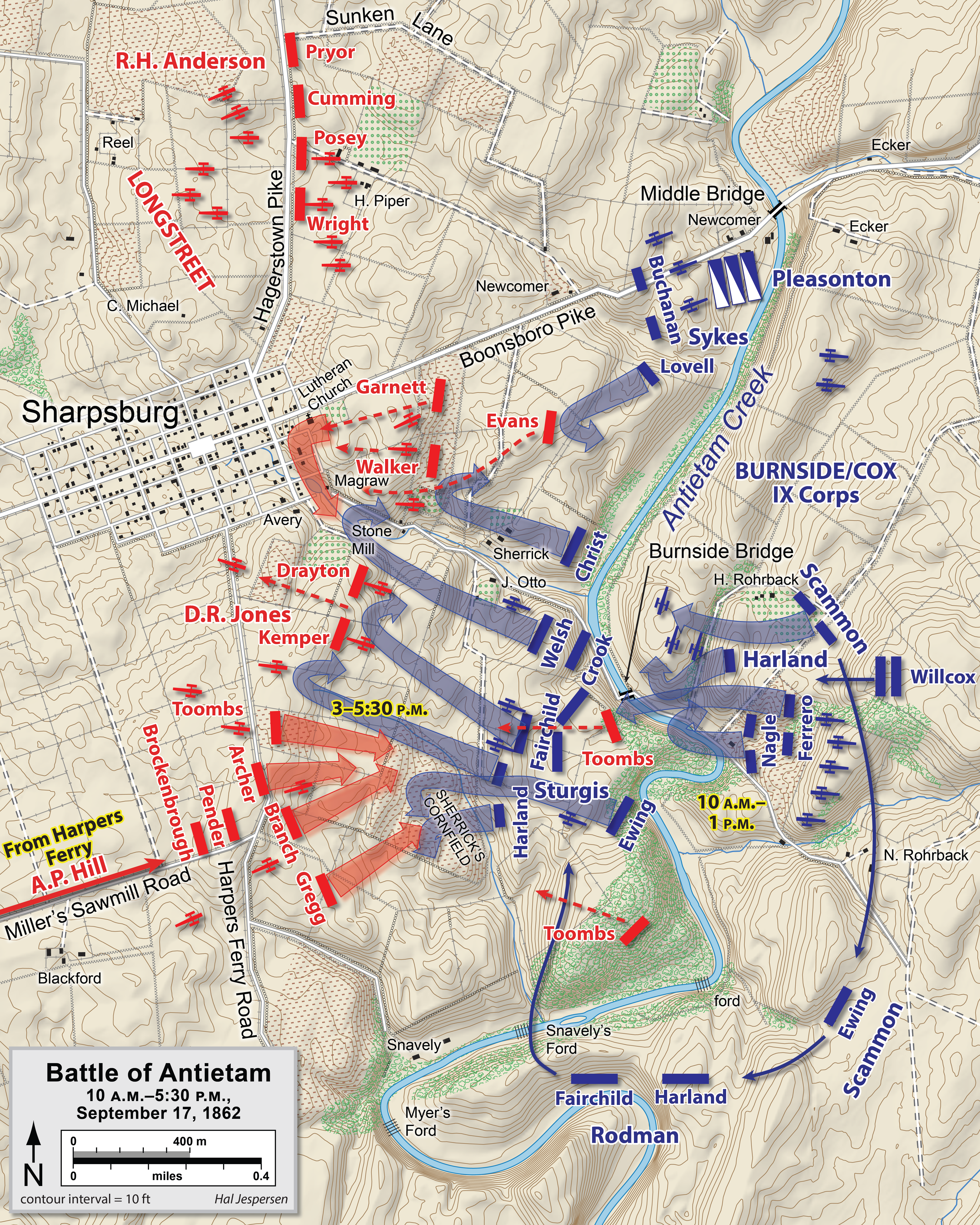
Asalto efectuado por el Cuerpo IX entre las 10 de la mañana y las 4:30 de la tarde.

La acción se trasladó al extremo sur del campo de batalla. El plan de McClellan consistía en que el mayor general Ambrose Burnside y el Cuerpo IX realizara un ataque diversificado para apoyar el Cuerpo I de Hooker, tratando de atraer la atención confederada fuera del que debía ser el principal ataque en el norte. Sin embargo, Burnside recibió órdenes de esperar órdenes más explícitas antes de lanzar su ataque, y estas órdenes no le llegaron hasta las 10 de la mañana. Burnside estuvo extrañamente pasivo durante los preparativos de la batalla. Estaba disgustado con McClellan debido a que este no había respetado los acuerdos a los que había llegado con sus otros comandantes. Previamente, Burnside había mandado un ala del ejército que incluía los Cuerpos I y XII y ahora solo era responsable del Cuerpo IX. Implícitamente renunció a perder su mayor autoridad, por lo que Burnside propuso primero al mayor general Jesse L. Reno (muerto en la batalla de South Mountain) y posteriormente al brigadier general Jacob D. Cox de la División Kanawha como el jefe del Cuerpo, transmitiendo las órdenes al Cuerpo a través de este.
Burnside contaba con cuatro divisiones (12 500 hombres) y 50 cañones al este de Antietam Creek. Frente a él se encontraba una fuerza que había sido mermada de forma considerable debido a los movimientos de tropas ordenados por Lee para tratar de reforzar el flanco izquierdo confederado. Al amanecer, las divisiones de los mayores generales David R. Jones y John G. Walter permanecieron en posiciones defensivas, pero a las 10 de la mañana, todos los hombres de Walter y de la Brigada de Georgia del coronel George T. Anderson ya no se encontraban en el lugar. Jones contaba con tan solo 3000 hombres y 12 cañones para hacer frente a Burnside. Cuatro débiles brigadas guardaban las partes elevadas de las colinas cerca de Sharpsburg, principalmente una baja meseta conocida como Cementery Hill. Los restantes 400 hombres —los regimientos 2.º y 20.º de Georgia, bajo el mando del brigadier general Robert Toombs, con dos baterías de artillería— defendían el puente de Rohrbach, un puente de tres arcadas de piedra de 38 metros que cruzaba el Antietam en su extremo sur. Este puente acabaría siendo históricamente conocido como el puente de Burnside (Burnside's Bridge en inglés) debido a la importancia de la batalla que se produjo. El puente era un objetivo difícil. El camino que conducía a él corría paralelo al arroyo y estaba expuesto al fuego enemigo. El puente estaba dominado por un faro de madera de 30 metros de altura situado en el lado oeste y con abundantes cantos rodados esparramados provenientes de una vieja cantera, permitiendo a la infantería y a los francotiradores disparar desde posiciones cubiertas e impidiendo cruzarlo.
En esa zona, el Antietam raramente contaba con una anchura de más de 15 metros y en algunos tramos era muy poco profundo y fuera del alcance de los confederados. Se ha criticado mucho a Burnside por ignorar este hecho, empezando por el jefe del estado mayor confederado Henry Kyd Douglas. Sin embargo, debido a la poca profundidad que tenía el arroyo en algunos puntos hacía que vadearlo fuera comparativamente una parte sencilla de un difícil problema. Burnside planeó tomar el puente al mismo tiempo que cruzar el arroyo por un vado que los ingenieros de McClellan habían encontrado un kilómetro río abajo, pero cuando los hombres de Burnside llegaron al vado, encontraron que las orillas eran demasiado elevadas para ser superadas. Mientras la Brigada de Ohio del coronel George Crook preparaba el ataque al puente con el apoyo de la división del brigadier general Samuel Sturgis, el resto de la División Kanawha y la división del brigadier general Isaac Rodman luchaban contra densos arbustos intentando encontrar el vado de Snavely, tres kilómetros aguas abajo, intentando atacar por el flanco a los confederados.

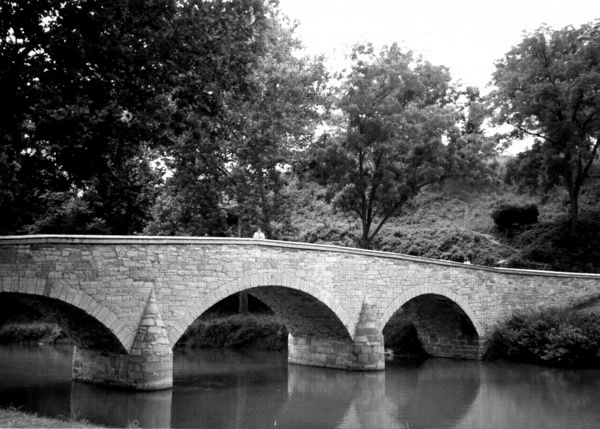
Imagen del puente de Burnside (Burnside's Bridge).

El asalto de George Crook al puente fue iniciado con escaramuzas llevadas a cabo por el 11.º Regimiento de Connecticut, quienes recibieron la orden de limpiar el puente para que los soldados de Ohio pudieran cruzarlo y atacar la torre. Tras estar bajo el fuego enemigo durante 15 minutos, los hombres de Connecticut se retiraron con 139 bajas, un tercio de sus efectivos, incluyendo su comandante, el coronel Henry W. Kinsgbury, que fue herido fatalmente. El principal asalto de Crook fracasó cuando la falta de conocimiento del terreno provocó que sus hombres alcanzaran el arroyo unos 400 metros aguas arriba del puente, donde fueron atacados por los francotiradores confederados durante las horas siguientes.
Mientras la división de Rodman no tenía contacto, dirigiéndose penosamente hacia el vado de Snavely, Burnside y Cox dirigieron un segundo asalto al puente mediante una de las brigadas de Sturgis, encabezado por el 2.º Regimiento de Maryland y el 6.º Regimiento de Nuevo Hampshire. También cayeron presa del fuego de los francotiradores y artillería confederada, fracasando su ataque. Así se alcanzó el mediodía y McClellan fue perdiendo la paciencia. Envió una serie de mensajeros para motivar a Burnside para que avanzara. A uno de los mensajeros le ordenó, "Dígale que si cuesta 10 000 hombres debe ir ahora." Incrementó la presión enviando a su inspector general, el coronel Delos B. Sackett, a hacer frente a Burnside, quien reaccionó indignado, "McClellan parece que piensa que no estoy haciendo lo mejor que puedo para alcanzar el puente; eres el tercer o cuarto que ha me enviado esta mañana con órdenes similares."
El tercer intento de tomar el puente tuvo lugar a las 12:30 del mediodía por otra de las brigadas de Sturgis mandada por el brigadier general Edgard Ferrero. El ataque estaba efectuado por el 51.º Regimiento de Nueva York y el 51.º Regimiento de Pensilvania, quienes con el apoyo adecuado de la artillería y el ofrecimiento de una ración de whisky que les había sido denegada recientemente, cargaron colina abajo y tomaron posiciones en la orilla este del arroyo. En esa posición usaron un cañón ligero que habían capturado y abrieron fuego hacia el puente, a unos 22 metros de distancia del enemigo. A la una de la tarde, los confederados empezaban a andar escasos de munición y Toombs tuvo noticia de que los hombres de Rodman estaban cruzando el vado de Snavely en su flanco. Toombs ordenó la retirada. Los soldados de Georgia causaron más de 500 bajas entre los federales, mientras que estos perdieron menos de 160 hombres. Además habían logrado detener el asalto de Burnside al flanco sur durante más de tres horas.
El asalto de Burnside se estancó de nuevo él solo. Sus oficiales se habían negado a transportar munición a través del puente, que se estaba convirtiendo en un cuello de botella para el paso de los soldados, artillería y carretas. Esto representó otras dos horas de retraso. El general Lee usó este tiempo para reforzar su flanco derecho. Dispuso toda la artillería disponible, aunque no reforzó las tropas en desventaja numérica de David R. Jones con unidades de infantería del flanco izquierdo. En lugar de esto, Lee contaba con la llegada de la Light Division de A.P. Hill, que se encontraba embarcada en una agotadora marcha de 27 kilómetros desde Harpers Ferry. A las dos de la tarde, los hombres de Hill llegaron al vado de Boteler, llegando a la posición de Lee a las 2:30. Lee ordenó a los hombres de Hill acudir a la derecha de las tropas de David R. Jones.
Los federales eran completamente inconscientes de que 3000 nuevos hombres habían llegado para hacerles frente. El plan de Burnside era desplazarse rodeando el debilitado flanco derecho confederado, alcanzar Sharpsburg y cortar el paso al ejército de Lee hacia el vado de Boteler, su única ruta de huida a través del Potomac. A las tres de la tarde, Burnside dejó a la división de Sturgis reservada en el lado oeste del riachuelo de Antietam y se desplazó al oeste con más de 8000 hombres (la mayoría de ellos frescos) y 22 cañones de apoyo.

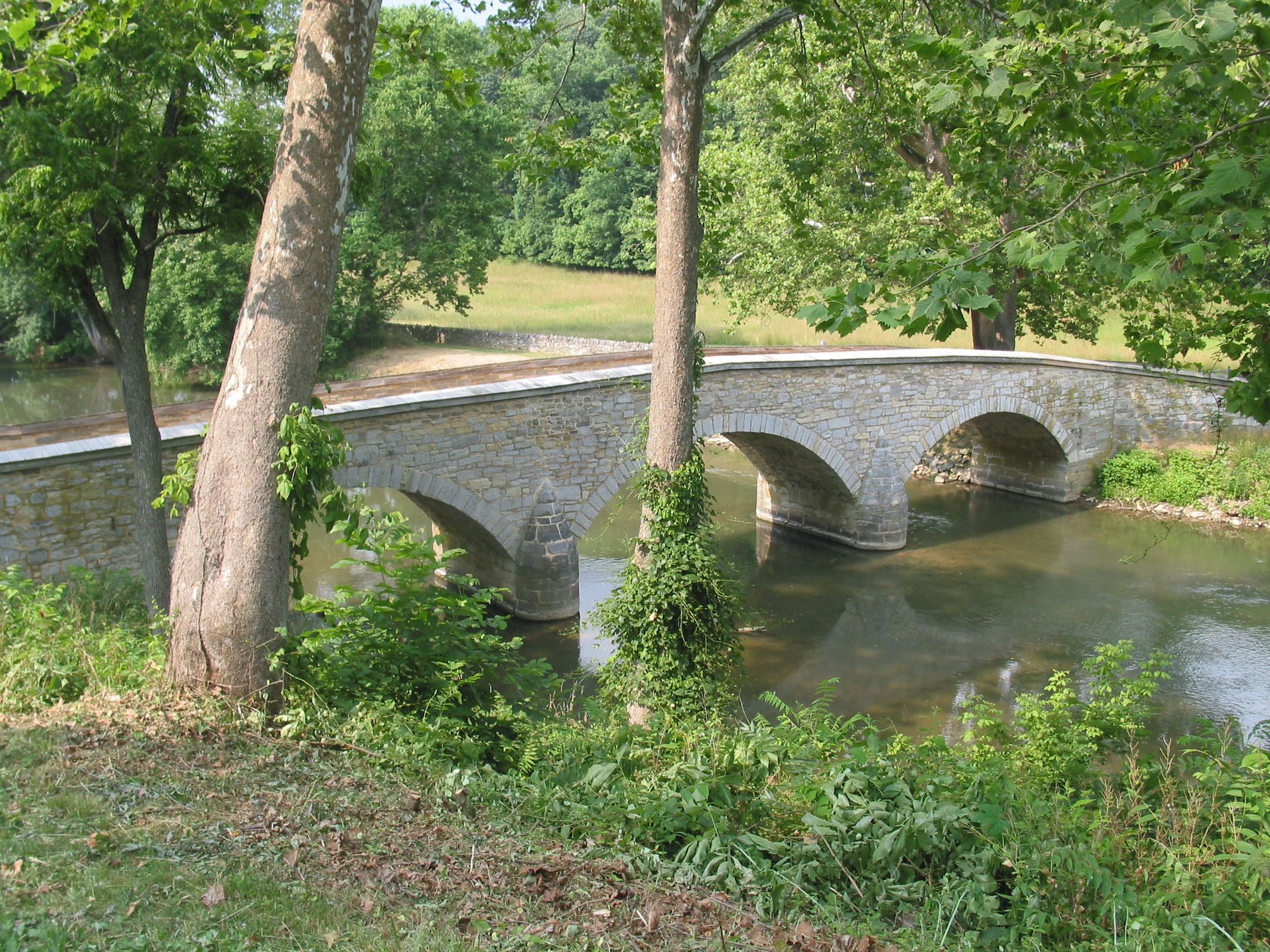
El puente de Burnside recibió este nombre tras la batalla, en honor de Ambrose E. Burnside.

El 79.º Regimiento de Nueva York "Cameron Highlanders" tuvo éxito en un ataque inicial contra la división de Jones, que era superada en número de efectivos y que fue obligada a retroceder más allá de Cementery Hill, a menos de unos 180 metros de Sharpsburg. Más a la izquierda, la división de Rodman avanzaba hacia el camino de Harpers Ferry. La brigada que encabezaba el avance, bajo el mando del coronel Harrison Fairchild, contaba con algunos coloridos zuavos del 9.º Regimiento de Nueva York, que cayeron bajo un intenso fuego de obuses proveniente de una docena de cañones enemigos montados en una colina frente a ellos, pero aun así continuaron su avance. El pánico se hizo en las calles de Sharpsburg, lleno de confederados huidos. De las cinco brigadas de la división de Jones, tan solo la brigada de Toombs permanecía intacta, pero contaba con tan solo 700 hombres.
La división de A.P. Hill llegó a las 3:30 de la tarde. Hill dividió su columna, dos brigadas se movieron hacia el sureste para guardar su flanco y las otras tres, con unos 2000 hombres, se dirigieron donde se encontraba la brigada de Toombs y se prepararon para un contraataque. A las 3:40, la Brigada de Carolina del Sur del brigadier general Maxcy Gregg atacó el 16.º Regimiento de Connecticut en el flanco izquierdo de Rodman, en el maizal del granjero John Otto. Los hombres de Connecticut habían entrado en servicio solo tres semanas atrás y su línea defensiva se desmoronó con 185 bajas. El 4.º Regimiento de Rhode Island acudió a la derecha pero tenían poca visibilidad debido a los altos tallos del maizal y se desorientaron debido a que muchos confederados llevaban uniformes de la Unión que habían capturado en Harpers Ferry. Este hecho permitió a los confederados atacar por sorpresa ya que los unionistas les dejaron acercarse creyendo que eran compañeros suyos, por lo que también rompieron filas y huyeron, dejando al 8.º Regimiento de Connecticut en posición avanzada y aislada del resto de compañeros. Los confederados cayeron sobre ellos y fueron conducidos colina abajo hacia el Antietam. Un contraataque de los regimientos de la división Kanawha no tuvo éxito.
El Cuerpo IX había sufrido un 20 % de bajas, pero aún doblaba en número a los confederados que le hacían frente. Desconcertado por la caída de su flanco izquierdo, Burnside ordenó a sus hombres retroceder a la orilla oeste del Antietam, donde solicitó urgentemente más hombres y cañones. McClellan solo podía proporcionar una batería. Dijo, "No puedo hacer más. No tengo infantería." Sin embargo, McClellan tenía dos cuerpos de ejército frescos en reserva, el V de Porter y el VI de Franklin, pero era demasiado cauteloso y estaba preocupado por un intento de contraataque ordenado por Lee. Los hombres de Burnside pasaron el resto del día guardando el puente que tanto habían sufrido para capturar.

## Consecuencias
La batalla terminó sobre las 5:30 de la tarde. Las pérdidas fueron importantes en ambos lados. La unión tuvo 12 401 bajas, con 2108 muertos. Las bajas confederadas sumaron 10 318 hombres, con 1546 muertos. Estas representaban el 25 % del ejército federal y el 31 % de confederado. El 17 de septiembre de 1862 murieron más estadounidenses en combate que en cualquier otro día de la historia militar de los Estados Unidos, incluyendo el Día D en la Segunda Guerra Mundial. También se produjeron más muertes que en los atentados del 11 de septiembre de 2001 en Nueva York. La mañana del 18 de septiembre, el ejército de Lee se preparó para un ataque federal que nunca se produjo. Tras una improvisada tregua por parte de ambos contendientes para recuperar e intercambiar sus heridos, las fuerzas de Lee comenzaron aquella tarde a retirarse a través del Potomac para volver a Virginia.
El presidente Lincoln se decepcionó por la actuación de McClellan. Creyó que las precauciones de McClellan y las mal coordinadas acciones en el campo de batalla habían conducido a una victoria sin vencedor claro en lugar de a una victoria aplastante sobre los confederados. Esta opinión es compartida por el historiador Stephen Sears.

En su lucha por salvar la República, en la que tenía pocas posibilidades de victoria, McClellan apenas envió 50 000 unidades de infantería y de artillería a la contienda. Una tercera parte de su ejército no llegó a efectuar ni un disparo. A pesar de ello, sus hombres condujeron repetidamente al Ejército de Virginia del Norte al borde del desastre, proezas de valor perdidas completamente en el pensamiento de un comandante que no pensaba en poco más que evitar su propia derrota.
Stephen W. Sears, Landscape Turned Red

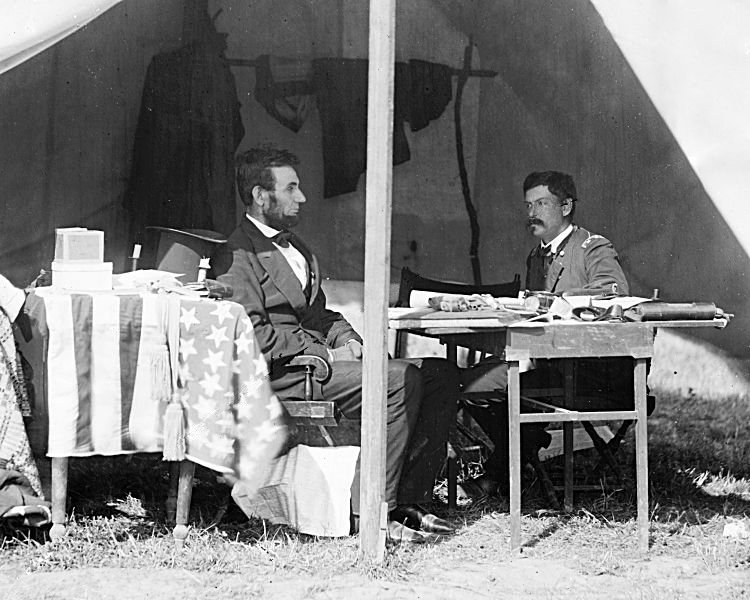
El general George B. McClellan y el presidente Abraham Lincoln reunidos en la tienda del general cerca del campo de batalla de Antietam el 3 de octubre de 1862.

Lincoln quedó aún más estupefacto entre el 17 de septiembre y el 26 de octubre debido a que tras repetidas peticiones venidas del Departamento de Guerra y del mismo presidente, McClellan declinó perseguir a Lee a través del Potomac, excusándose en falta de equipo y el temor de que hubiera aumentado sus tropas. El general en jefe Henry W. Halleck escribió en su informe oficial, "La larga inactividad de tan gran ejército en frente de un enemigo derrotado y durante la más favorable estación del año para moverse con rapidez y una vigorosa campaña, era un asunto de la mayor decepción y pesar." Lincoln relegó a McClellan del mando del Ejército del Potomac el 7 de noviembre, finalizando de hecho la carrera militar de McClellan.
Algunos historiadores cuestionan la designación de "victoria estratégica de la Unión". Después de todo, McClellan actuó de forma deficiente en la campaña y en la misma batalla y Lee logró hacer frente a un ejército mucho más numeroso que el suyo. Las bajas son comparables en ambos bandos, sin embargo, Lee perdió un mayor porcentaje de hombres. Lee se retiró primero del campo de batalla, la definición técnica de una derrota táctica en una batalla. Sin embargo, en sentido estratégico, a pesar de un empate táctico, Antietam es considerado un punto de inflexión en la guerra y una victoria de la Unión debido a que esta terminó con la campaña estratégica de Lee (su primera invasión del Norte) y permitió al presidente Lincoln expedir la Proclamación de Emancipación el 22 de septiembre, teniendo efecto el 1 de enero de 1863. A pesar de que Lincoln había intentado hacerlo con anterioridad, fue aconsejado por su gabinete que hiciera el anuncio tras una victoria de la Unión para evitar la percepción de que era fruto de la desesperación. La victoria de la Unión y la proclamación de Lincoln jugaron un papel importante para disuadir a los gobiernos de Francia y el Reino Unido de que reconocieran a los Estados Confederados; algunos pensaban que estaban a punto de hacerlo tras una nueva derrota de la Unión. Cuando la cuestión de la emancipación fue ligada al progreso de la guerra, ningún gobierno tuvo el deseo de oponerse a la Unión. El historiador James M. McPherson describe la importancia de Antietam en su libro Crossroads of Freedom.

Ninguna otra campaña y batalla en la guerra ha tenido tantas múltiples consecuencias de gran trascendencia como Antietam. En julio de 1863 la doble victoria de la Unión en Gettysburg y Vickburg asestó otro golpe que debilitó una renovada ofensiva confederada en el este y aisló el tercio de la Confederación del resto. En septiembre de 1864 la toma de Atlanta por parte de Sherman anuló otro debilitamiento de la moral del Norte y puso las bases para el camino final de la victoria de la Unión. Hubo también momentos fundamentales. Pero no hubieran ocurrido nunca si la triple ofensiva confederada en Misisipi, Kentucky y sobre todo Maryland no hubieran sido derrotadas en el otoño de 1862.
James M. McPherson, Crossroads of Freedom

En el campo de batalla se encuentra el Antietam National Battlefield.